# Wilhelm Gommelshausen
Bartholomäus Wilhelm Gommelshausen (* 6. März 1815 in Koblenz; † 30. November 1901 in Kruft) war ein deutscher katholischer Pfarrer und Politiker.

## Leben
Wilhelm Gommelshausen besuchte in Koblenz bis 1836 das Gymnasium. Anschließend besuchte er in Trier das Priesterseminar und wurde dort 1841 zum Priester geweiht. Danach war er Kaplan in Heimbach und von 1845 bis 1849 in Trier Sekretär im Generalvikariat und Seelsorger im Landarmenhaus. In der Revolution von 1848/49 engagierte er sich führend im Demokratischen Verein und zugleich im Demokratischen Katholikenverein, auch Piusverein genannt. Er war Mitglied des Bürgerausschusses, der zur Steuerverweigerung aufrief. In einem von der Regierung gegen ihn angestrengten Prozess wegen der in der Presse angeprangerten Missstände im Trierer Landarmenhaus wurde er freigesprochen. Auf Druck der Regierung wurde er 1849 als Pfarrer nach Niederbreisig versetzt. Die Verabschiedung in Trier wurde zur Demonstration für den sozial eingestellten Gommelshausen. Von 1868 bis 1870 war er Pfarrer in Löf und von 1870 bis 1892 in Plaidt.
Von 1852 bis 1853 und dann wieder von 1867 bis 1871 war Gommelshausen Mitglied des Preußischen Abgeordnetenhauses, in dem er Mitbegründer der Katholischen Fraktion war. Von 1867 bis 1871 war er Mitglied des Reichstags des Norddeutschen Bundes für den Wahlkreis Koblenz 5 (Mayen, Ahrweiler). Im Reichstag gehörte er der Fraktion der Freien Vereinigung an. In dieser Eigenschaft war er von 1868 bis 1870 auch Mitglied des Zollparlaments.